# Lista de autoestradas interestaduais dos Estados Unidos
Existem 70 autoestradas interestaduais primárias no sistema de rodovias interestaduais, uma rede de autoestradas nos Estados Unidos. A eles são atribuídos números de rota de um ou dois dígitos, enquanto que as suas estradas interestaduais "auxiliares" associadas recebem números de rota de três dígitos. Normalmente, os interestaduais com números ímpares correm a sul-norte, com números mais baixos a oeste e números mais elevados a leste; os interestaduais com números pares correm a oeste-leste, com números mais baixos a sul e números mais elevados a norte. Auto-estradas cujo número de rotas é divisível por 5 normalmente representam grandes rotas costa-a-costa ou fronteira-a-fronteira (ex. I-10 viaja de Santa Mónica, Califórnia, para Jacksonville, Flórida, viajando do Pacífico para oceanos Atlânticos). Além disso, as rodovias auxiliares têm seu sistema de numeração, onde um número diferente prefixa o número da sua autoestrada-mãe.
Cinco números de rota são duplicados no sistema, embora as estradas correspondentes são separadas por linhas de Estado que impedem a confusão. A lista principal que discute as rodovias interestaduais primárias nos Estados Unidos contíguos é seguida por seções em relação ao Alasca, Havaí e Porto Rico.

## Estados Unidos contíguos
Existem 70 interestaduais primárias listadas na tabela a seguir.
| Número | Comprimento (mi) | Comprimento (km) | Terminal sul / oeste                                                                        | Terminal norte / leste                                                             | Criado em | Notas |
| ------ | ---------------- | ---------------- | ------------------------------------------------------------------------------------------- | ---------------------------------------------------------------------------------- | --------- | --- |
| I-2    | 46,80            | 75,32            | US 83 em Peñitas, TX                                                                        | I-69E / US 77 / US 83 em Harlingen, TX                                             | 2013      | Somente no Texas Autoestradas auxiliares: Nenhuma |
| I-4    | 132,30           | 212,92           | I-275 em Tampa, FL                                                                          | I-95 / SR 400 em Daytona Beach, FL                                                 | 1959      | Somente na Flórida Autoestradas auxiliares: Nenhuma |
| I-5    | 1 381,29         | 2 222,97         | Fed. 1 em fronteira entre Estados Unidos e México e, San Ysidro, CA                         | BC 99 em fronteira entre Canadá e Estados Unidos em Blaine, WA                     | 1956      | Atende a três estados: Califórnia, Oregon, Washington Autoestradas auxiliares: I-105, I-205, I-405, I-505, I-605, I-705, I-805 |
| I-8    | 348,25           | 560,45           | Sunset Cliffs Boulevard / Nimitz Boulevard em San Diego, CA                                 | I-10 em Casa Grande, AZ                                                            | 1964      | Atende a dois estados: Califórnia, Arizona Autoestradas auxiliares: Nenhuma |
| I-10   | 2 460,34         | 3 959,53         | SR 1 em Santa Monica, CA                                                                    | I-95 / US 17 / SR 228 em Jacksonville, FL                                          | 1957      | Atende a oito estados: Califórnia, Arizona, Novo México, Texas, Luisiana, Mississippi, Alabama, Flórida Autoestradas auxiliares: I-110, I-210, I-310, I-410, I-510, I-610, I-710 |
| I-11   | 22,60            | 36,37            | US 93 na divisa entre Nevada e Arizona próximo de Boulder City, NV                          | I-215 / I-515 / US 93 / US 95 / SR 564 em Henderson, NV                            | 2017      | Somente no Nevada; planejado no Arizona Autoestradas auxiliares: Nenhuma |
| I-12   | 85,59            | 137,74           | I-10 em Baton Rouge, LA                                                                     | I-10 / I-59 em Slidell, LA                                                         | 1967      | Somente no Luisiana Autoestradas auxiliares: Nenhuma |
| I-14   | 25,10            | 40,39            | US 190 / SH 9 em Copperas Cove, TX                                                          | I-35 em Belton, TX                                                                 | 2017      | Somente no Texas; planejado em quatro outros estados: Luisiana, Mississippi, Alabama, Geórgia Autoestradas auxiliares: Nenhuma; planejados: I-14N no Texas, I-14S no Texas, I-214 no Texas |
| I-15   | 1 433,52         | 2 307,03         | I-8 / SR 15 em San Diego, CA                                                                | Hwy. 4 na fronteira entre Canadá e Estados Unidos em Sweetgrass, MT                | 1957      | Atende a seis estados: Califórnia, Nevada, Arizona, Utah, Idaho, Montana Autoestradas auxiliares: I-115, I-215, I-315, I-515 |
| I-16   | 166,81           | 268,45           | I-75 em Macon, GA                                                                           | SR 404 e Montgomery Street / Martin Luther King Jr. Boulevard em Savannah, GA      | 1966      | Somente em Geórgia Autoestradas auxiliares: I-516 |
| I-17   | 145,76           | 234,58           | I-10 / US 60 em Phoenix, AZ                                                                 | I-40 / SR 89A em Flagstaff, AZ                                                     | 1961      | Somente no Arizona Autoestradas auxiliares: Nenhuma |
| I-19   | 63,35            | 101,95           | I-19 Bus. em Nogales, AZ                                                                    | I-10 em Tucson, AZ                                                                 | 1972      | Somente no Arizona Autoestradas auxiliares: Nenhuma Utiliza quilômetros em vez de milhas |
| I-20   | 1 539,38         | 2 477,39         | I-10 em Scroggins Draw, TX                                                                  | I-95 / \|I-20 Bus. em Florence, SC                                                 | 1957      | Atende a seis estados: Texas, Luisiana, Mississippi, Alabama, Geórgia, Carolina do Sul Autoestradas auxiliares: I-220, I-520, I-820 |
| I-22   | 202,22           | 325,44           | I-269 / US 78 próximo de Byhalia, MS                                                        | I-65 / US 31 em Birmingham, AL                                                     | 2012      | Atende a dois estados: Mississippi, Alabama Autoestradas auxiliares: Nenhuma; planejados: I-222, I-422 |
| I-24   | 316,36           | 509,13           | I-57 em Pulley's Mill, IL                                                                   | I-75 em Chattanooga, TN                                                            | 1962      | Atende a quatro estados: Illinois, Kentucky, Tennessee, Geórgia Autoestradas auxiliares: I-124 |
| I-25   | 1 061,67         | 1 708,59         | I-10 / US 85 / US 180 em Las Cruces, NM                                                     | I-90 / US 87 em Buffalo, WY                                                        | 1957      | Atende a três estados: Novo México, Colorado, Wyoming Autoestradas auxiliares: I-225 |
| I-26   | 304,64           | 490,27           | US 11W / US 23 em Kingsport, TN                                                             | US 17 em Charleston, SC                                                            | 1960      | Atende a três estados: Tennessee, Carolina do Norte, Carolina do Sul Autoestradas auxiliares: I-126, I-526 |
| I-27   | 124,13           | 199,77           | US 87 / Loop 289 em Lubbock, TX                                                             | I-40 / US 87 / US 287 / US 60 em Amarillo, TX                                      | 1969      | Somente no Texas; planejado no Novo México Autoestradas auxiliares: Nenhuma |
| I-29   | 755,51           | 1 215,88         | I-35 / I-70 / US 24 / US 40 / US 71 em Kansas City, MO                                      | US 81 e PTH 75 na fronteira entre Canadá e Estados Unidos em Pembina, ND           | 1958      | Atende a quatro estados: Missouri, Iowa, Dakota do Sul, Dakota do Norte Autoestradas auxiliares: I-129, I-229 |
| I-30   | 366,76           | 590,24           | I-20 em Fort Worth, TX                                                                      | I-40 / US 65 / US 67 / US 167 em North Little Rock, AR                             | 1957      | Atende a dois estados: Texas, Arkansas Autoestradas auxiliares: I-430, I-530, I-630 |
| I-35   | 1 568,38         | 2 524,06         | US 83 / SH 359 / I-35 BS e Fed. 85 na fronteira entre Estados Unidos e México em Laredo, TX | MN 61 / LSCT / 26th Avenue em Duluth, MN                                           | 1956      | Atende a seis estados: Texas, Oklahoma, Kansas, Missouri, Iowa, Minnesota Autoestradas auxiliares: I-35E, I-35W, I-135, I-235, I-335, I-435, I-535, I-635 |
| I-37   | 143,00           | 230,14           | US 181 em Corpus Christi, TX                                                                | I-35 / US 281 em San Antonio, TX                                                   | 1959      | Somente no Texas Autoestradas auxiliares: Nenhuma |
| I-39   | 306,14           | 492,68           | I-55 em Normal, IL                                                                          | WIS 29 / US 51 em Wausau, WI                                                       | 1984      | Atende a dois estados: Illinois, Wisconsin Autoestradas auxiliares: Nenhuma |
| I-40   | 2 556,61         | 4 114,46         | I-15 em Barstow, CA                                                                         | US 117 / NC 132 em Wilmington, NC                                                  | 1964      | Atende a oito estados: Califórnia, Arizona, Novo México, Texas, Oklahoma, Arkansas, Tennessee, Carolina do Norte Autoestradas auxiliares: I-140, I-240, I-440, I-540, I-640, I-840 |
| I-41   | 175,00           | 281,64           | I-94 / US 41 em Russell, IL                                                                 | I-43 / US 41 / US 141 em Howard, WI                                                | 2015      | Atende a dois estados: Illinois, Wisconsin Autoestradas auxiliares: Nenhuma |
| I-42   | 142,00           | 228,53           | I-40 / US 70 em Garner, NC                                                                  | US 70 em Morehead City, NC                                                         | —         | Futuro Interstate, servirá apenas a Carolina do Norte Autoestradas auxiliares: Nenhuma |
| I-43   | 191,55           | 308,27           | I-39 / I-90 em Beloit, WI                                                                   | I-43 / US 41 / US 141 em Howard, WI                                                | 1981      | Somente no Wisconsin Autoestradas auxiliares: Nenhuma |
| I-44   | 636,69           | 1 024,65         | US 82 / US 277 / US 281 / US 287 em Wichita Falls, TX                                       | I-70 em Saint-Louis, MO                                                            | 1958      | Atende a três estados: Texas, Oklahoma, Missouri Autoestradas auxiliares: I-244, I-444 |
| I-45   | 284,91           | 458,52           | SH 87 em Galveston, TX                                                                      | I-30 / US 67 / US 75 em Dallas, TX                                                 | 1971      | Somente no Texas Autoestradas auxiliares: I-345 |
| I-49   | 528,02           | 849,77           | I-10 em Lafayette, LA                                                                       | I-435 / I-470 / US 50 / US 71 em Kansas City, MO                                   | 1984      | Atende a três estados: Luisiana, Arkansas, Missouri Autoestradas auxiliares: Nenhuma |
| I-55   | 964,25           | 1 551,81         | I-10 em LaPlace, LA                                                                         | US 41 em Chicago, IL                                                               | 1960      | Atende a seis estados: Luisiana, Mississippi, Tennessee, Arkansas, Missouri, Illinois Autoestradas auxiliares: I-155, I-255, I-355, I-555 |
| I-57   | 386,12           | 621,40           | I-55 em Miner, MO                                                                           | I-94 em Chicago, IL                                                                | 1965      | Atende a dois estados: Missouri, Illinois; planejado no Arkansas Autoestradas auxiliares: Nenhuma |
| I-59   | 445,23           | 716,53           | I-10 / I-12 em Slidell, LA                                                                  | I-24 em Wildwood, GA                                                               | 1960      | Atende a quatro estados: Luisiana, Mississippi, Alabama, Geórgia Autoestradas auxiliares: I-359, I-459, I-759 |
| I-64   | 963,52           | 1 550,64         | I-70 / US 61 em Wentzville, MO                                                              | I-264 / I-664 em Chesapeake, VA                                                    | 1961      | Atende a seis estados: Missouri, Illinois, Indiana, Kentucky, Virgínia Ocidental, Virgínia Autoestradas auxiliares: I-264, I-464, I-564, I-664 |
| I-65   | 887,30           | 1 427,97         | I-10 em Mobile, AL                                                                          | US 12 / US 20 em Gary, IN                                                          | 1958      | Atende a quatro estados: Alabama, Tennessee, Kentucky, Indiana Autoestradas auxiliares: I-165, I-265, I-465, I-565, I-865 |
| I-66   | 76,28            | 122,76           | I-81 em Front Royal, VA                                                                     | US 29 em Washington, D.C.                                                          | 1961      | Atende o Distrito de Colúmbia e um estado: Virgínia Autoestradas auxiliares: Nenhuma |
| I-68   | 113,15           | 182,10           | I-79 em Morgantown, WV                                                                      | I-70 em Hancock, MD                                                                | 1991      | Atende a dois estados: Virgínia Ocidental, Maryland Autoestradas auxiliares: Nenhuma |
| I-69   | 721,57           | 1 161,25         | US 59 em Rosenberg, TX                                                                      | Autoroute 402 em fronteira entre Canadá e Estados Unidos em Port Huron, MI         | 1957      | Não completado no Texas, Mississippi, Tennessee e Indiana Atende a seis estados: Texas, Mississippi, Tennessee, Kentucky, Indiana, Michigan. Planejado / iniciado em dois outros: Luisiana, Arkansas Autoestradas auxiliares: I-69C, I-69E, I-69W, I-169, I-269, I-369, I-469; planejado: I-169 no Tennessee, I-369 no Kentucky, I-569 no Kentucky                               |
| I-70   | 2 172,16         | 3 495,75         | I-15 em Cove Fort, UT                                                                       | I-695 em Woodlawn                                                                  | 1956      | Atende a dez estados: Utah, Colorado, Kansas, Missouri, Illinois, Indiana, Ohio, Virgínia Ocidental, Pensilvânia, Maryland Autoestradas auxiliares: I-170, I-270, I-370, I-470, I-670 |
| I-71   | 345,57           | 556,14           | I-64 em Louisville, KY                                                                      | I-90 em Cleveland, OH                                                              | 1959      | Atende a dois estados: Kentucky, Ohio Autoestradas auxiliares: I-271, I-471 |
| I-72   | 179,29           | 288,54           | US 61 em Hannibal, MO                                                                       | Church Street e University Avenue em Champaign, IL                                 | 1970      | Atende a dois estados: Missouri, Illinois Autoestradas auxiliares: I-172 |
| I-73   | 99,43            | 160,02           | US 220 próximo de Stokesdale, NC                                                            | I‑74 e US 220 em Randleman, NC                                                     | 1997      | Somente no Carolina do Norte; planejado em cinco outros estados: Carolina do Sul, Virgínia, Virgínia Ocidental, Ohio, MichiganAutoestradas auxiliares: Nenhuma |
| I-74   | 491,74           | 791,38           | I-80 em Bettendorf, IA                                                                      | US 74 / NC 41 próximo de Lumberton, NC                                             | 1974      | Atende a cinco estados: Iowa, Illinois, Indiana, Ohio, Carolina do Norte; planejado em três outros: Virgínia Ocidental, Virgínia, Carolina do Sul Autoestradas auxiliares: I-474; planejado: I-274 na Carolina do Norte |
| I-75   | 1 786,47         | 2 875,04         | SR 826 / SR 916 / SR 924 em Miami Lakes, FL                                                 | Fronteira entre Canadá e Estados Unidos em Sault Ste.-Marie, MI                    | 1958      | Atende a seis estados: Flórida, Geórgia, Tennessee, Kentucky, Ohio, MichiganAutoestradas auxiliares: I-175, I-275, I-375, I-475, I-575, I-675 |
| I-76   | 186,48           | 300,11           | I-70 em Denver, CO                                                                          | I-80 em Big Springs, NE                                                            | 1975      | Atende a dois estados: Colorado, Nebraska Autoestradas auxiliares: Nenhuma |
| I-76   | 435,66           | 701,13           | I-71 em Westfield Center, OH                                                                | I-295 em Bellmawr, NJ                                                              | 1964      | Atende a três estados: Ohio, Pensilvânia, Nova Jérsei Autoestradas auxiliares: I-176, I-276, I-376, I-476, I-676 |
| I-77   | 610,10           | 981,86           | I-26 em Columbia, SC                                                                        | I-90 em Cleveland, OH                                                              | 1958      | Atende a cinco estados: Carolina do Sul, Carolina do Norte, Virgínia, Virgínia Ocidental, Ohio Autoestradas auxiliares: I-277 |
| I-78   | 146,28           | 235,41           | I-81 em Jonestown, PA                                                                       | Canal Street em Nova Iorque, NY                                                    | 1957      | Atende a três estados: Pensilvânia, Nova Jérsei, Nova Iorque Autoestradas auxiliares: I-278, I-478, I-678, I-878 |
| I-79   | 343,46           | 552,75           | I-77 em Charleston, WV                                                                      | PA 5 em Erie, PA                                                                   | 1967      | Atende a dois estados: Virgínia Ocidental, Pensilvânia Autoestradas auxiliares: I-279, I-579 |
| I-80   | 2 899,59         | 4 666,44         | US 101 em San Francisco, CA                                                                 | I-95 em Teaneck, NJ                                                                | 1956      | Atende a onze estados: Califórnia, Nevada, Utah, Wyoming, Nebraska, Iowa, Illinois, Indiana, Ohio, Pensilvânia, Nova Jérsei Autoestradas auxiliares: I-180, I-238, I-280, I-380, I-480, I-580, I-680, I-780, I-880, I-980 |
| I-81   | 855,02           | 1 376,02         | I-40 em Dandridge, TN                                                                       | Fronteira entre Canadá e Estados Unidos em Wellesley Island, NY                    | 1961      | Atende a seis estados: Tennessee, Virgínia, Virgínia Ocidental, Maryland, Pensilvânia, Nova Iorque Autoestradas auxiliares: I-381, I-481, I-581, I-781 |
| I-82   | 143,58           | 231,07           | I-90 em Ellensburg, WA                                                                      | I-84 em Hermiston, OR                                                              | 1957      | Atende a dois estados: Oregon, Washington Autoestradas auxiliares: I-182 |
| I-83   | 85,03            | 136,84           | President Street e Fayette Street em Baltimore, MD                                          | I-81 em Harrisburg, PA                                                             | 1959      | Atende a dois estados: Maryland, Pensilvânia Autoestradas auxiliares: I-283 |
| I-84   | 769,62           | 1 238,58         | I-5 em Portland, OR                                                                         | I-80 em Echo, UT                                                                   | 1980      | Atende a três estados: Oregon, Idaho, Utah Autoestradas auxiliares: I-184 |
| I-84   | 232,71           | 374,51           | I-81 em Scranton, PA                                                                        | I-90 em Sturbridge, MA                                                             | 1963      | Atende a quatro estados: Pensilvânia, Nova Iorque, Connecticut, Massachusetts Autoestradas auxiliares: I-384, I-684 |
| I-85   | 666,05           | 1 071,90         | I-65 em Montgomery, AL                                                                      | I-95 em Petersburg, VA                                                             | 1958      | Atende a cinco estados: Alabama, Geórgia, Carolina do Sul, Carolina do Norte, Virgínia Autoestradas auxiliares: I-185, I-285, I-385, I-485, I-585, I-785, I-885, I-985; futuro : I-685 no Alabama e na Carolina do Norte |
| I-86   | 62,85            | 101,15           | I-84 próximo de Declo, ID                                                                   | I-15 em Chubbuck, ID                                                               | 1980      | Somente no Idaho Autoestradas auxiliares: Nenhuma |
| I-86   | 223,39           | 359,51           | I-90 próximo de North East, PA                                                              | NY 17 / NY 79 em Windsor, NY                                                       | 1999      | Não completado em Nova Iorque Atende a dois estados: Pensilvânia, Nova Iorque Autoestradas auxiliares: Nenhuma |
| I-87   | 12,90            | 20,76            | I-440 / US 64 / US 264 em Raleigh, NC                                                       | US 64 / US 264 em Wendell, NC                                                      | 2017      | Somente em Carolina do Norte; planejado em um autre estado: Virgínia Autoestradas auxiliares: I-587 A mais curta autoestrada inter-oriental dos Estados Unidos contíguos |
| I-87   | 333,49           | 536,70           | I-278 em Nova Iorque, NY                                                                    | A-15 na fronteira entre Canadá e Estados Unidos em Champlain, NY                   | 1957      | Somente em Nova Iorque Autoestradas auxiliares: I-287, I-787 |
| I-88   | 140,60           | 226,27           | I-80 / IL 92 em East Moline, IL                                                             | I-290 / IL 110 em Hillside, IL                                                     | 1987      | Somente em Illinois Autoestradas auxiliares: Nenhuma |
| I-88   | 117,75           | 189,50           | I-81 em Binghamton, NY                                                                      | I-90 em Schenectady, NY                                                            | 1968      | Somente em Nova Iorque Autoestradas auxiliares: Nenhuma |
| I-89   | 191,12           | 307,58           | I-93 / NH-3A em Bow, NH                                                                     | Route 133 / Futura A-35 na fronteira entre Canadá e Estados Unidos em Highgate, VT | 1960      | Atende a dois estados: Nova Hampshire, Vermont Autoestradas auxiliares: I-189 |
| I-90   | 3 020,44         | 4 860,93         | SR 519 / Predefinição:4th Avenue / Edgar Martinez Drive em Seattle, WA                      | Route 1A em Boston, MA                                                             | 1956      | Atende a treze estados: Washington, Idaho, Montana, Wyoming, Dakota do Sul, Minnesota, Wisconsin, Illinois, Indiana, Ohio, Pensilvânia, Nova Iorque, Massachusetts Autoestradas auxiliares: I-190, I-290, I-390, I-490, I-590, I-690, I-790, I-890, I-990 A mais longa autoestrada interestadual                                                                                 |
| I-91   | 290,37           | 467,31           | I-95 em New Haven, CT                                                                       | A-55 na fronteira entre Canadá e Estados Unidos em Derby Line, VT                  | 1958      | Atende a três estados: Connecticut, Massachusetts, Vermont Autoestradas auxiliares: I-291, I-391, I-691 |
| I-93   | 189,95           | 305,69           | I-95 / US 1 em Canton, MA                                                                   | I-91 em St. Johnsbury, VT                                                          | 1957      | Atende a três estados: Massachusetts, Nova Hampshire, Vermont Autoestradas auxiliares: I-293, I-393 |
| I-94   | 1 585,20         | 2 551,13         | I-90 em Lockwood, MT                                                                        | Autoroute 402 na fronteira entre Canadá e Estados Unidos em Port Huron, MI         | 1956      | Atende a sete estados: Montana, Dakota do Norte, Minnesota, Wisconsin, Illinois, Indiana, Michigan Autoestradas auxiliares: I-194, I-294, I-394, I-494, I-694, I-794, I-894 |
| I-95   | 1 919,31         | 3 088,83         | US 1 em Miami, FL                                                                           | Route 95 na fronteira entre Canadá e Estados Unidos em Houlton, ME                 | 1957      | Atende o Distrito de Colúmbia e quinze estados: Flórida, Geórgia, Carolina do Sul, Carolina do Norte, Virgínia, Maryland, Delaware, Pensilvânia, Nova Jérsei, Nova Iorque, Connecticut, Rhode Island, Massachusetts, Nova Hampshire, Maine Autoestradas auxiliares: I-195, I-295, I-395, I-495, I-595, I-695, I-795, I-895 A mais longa rodovia interestadual norte-sul primária |
| I-96   | 192,06           | 309,09           | US 31 em Norton Shores, MI                                                                  | I-75 em Detroit, MI                                                                | 1959      | Somente no Michigan Autoestradas auxiliares: I-196, I-296, I-496, I-696 |
| I-97   | 17,62            | 28,36            | US 50 em Annapolis, MD                                                                      | I-695 / I-895 em Glen Burnie, MD                                                   | 1987      | Somente no Maryland Autoestradas auxiliares: Nenhuma |
| I-99   | 98,34            | 158,26           | I-70 / I-76 em Bedford, PA                                                                  | I-86 / NY 17 em Painted Post, NY                                                   | 1998      | Não completado na Pensilvânia Atende a dois estados: Pensilvânia, Nova Iorque · Autoestradas auxiliares: Nenhuma |
|        |                  |                  |                                                                                             |                                                                                    |           | |

## Interestaduais fora do continente
As auto-estradas interestaduais não existem somente nos 48 estados contíguos dos Estados Unidos, mas exitem também no Havaí, Alasca e Porto Rico.

### Havaí
- Interstate H-1

Rota associada: I-H-201
- Interstate H-2
- Interstate H-3

### Alasca e Porto Rico
O Federal Highway Administration financia quatro rotas no Alasca e três rotas em Porto Rico, inferiores ao mesmo programa do resto do Sistema de Auto-estradas Interestaduais (Interstate Highway System).

#### Alasca

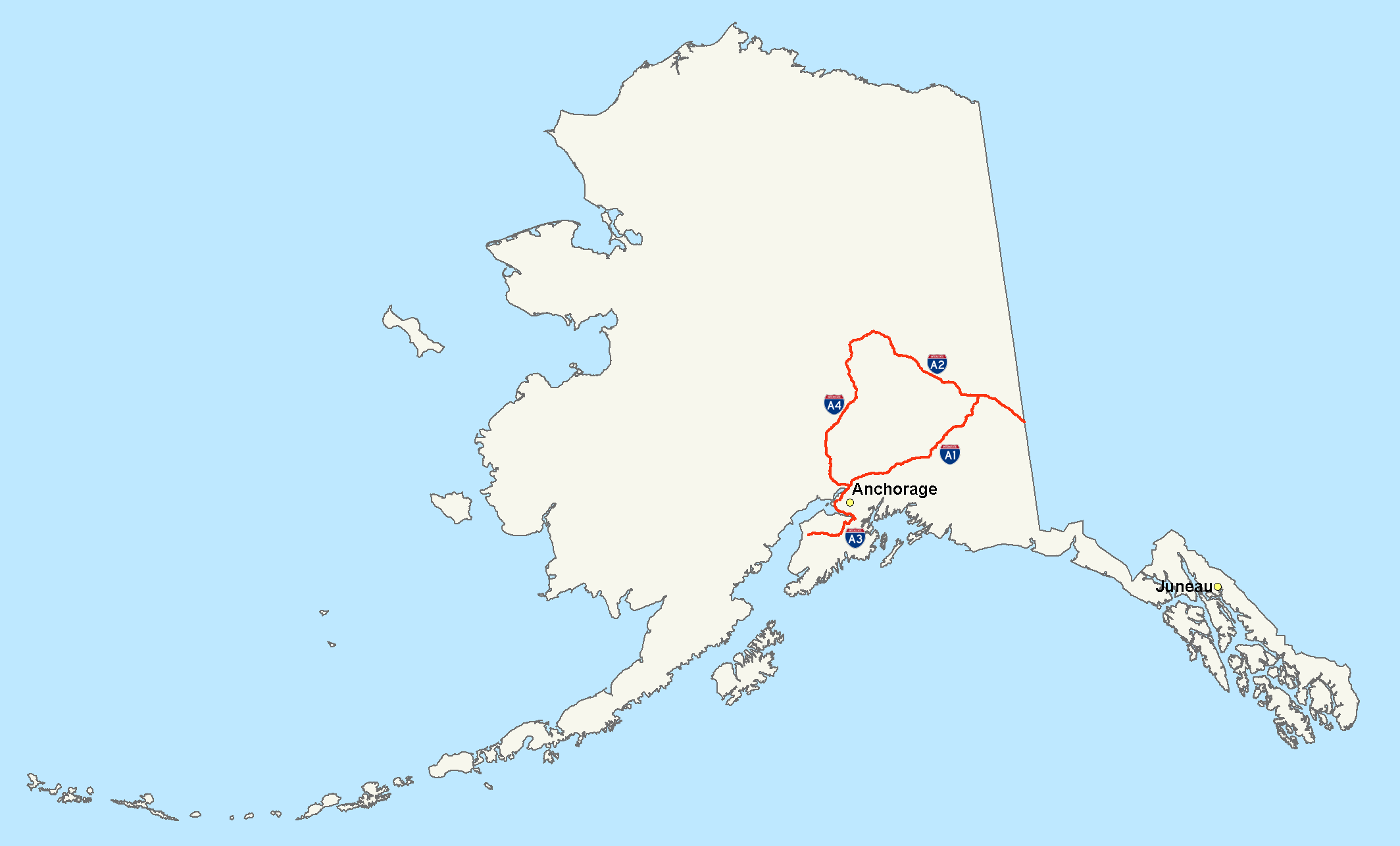
Mapa das auto-estradas interestaduais do Alasca

As Interstates do Alasca não possuem sinais, apesar de terem números.
- Interstate A-1
- Interstate A-2
- Interstate A-3
- Interstate A-4

#### Porto Rico

Map of the Interstates in Puerto Rico

Semelhante ao Alasca, Porto Rico sinalizam as Interstates como rotas territoriais.
- Interstate PRI-1
- Interstate PRI-2
- Interstate PRI-3